# Степанова, Наталья Викторовна
Ната́лья Ви́кторовна Степа́нова (род. 16 июня 1970) — российский тренер по спортивному плаванию, специалист по работе со спортсменами-инвалидами.

## Биография
Работает в ФСО «Юность Москвы» - САШ "Равных возможностей", член сборной России по паралимпийскому плаванию. Среди воспитанников Степановой — медалистки Паралимпийских игр Ирина Гражданова и Анастасия Диодорова, призёр чемпионата мира и чемпионка Европы Мария Павлова, неоднократная чемпионка России Александра Агафонова и другие.
Заслуженный тренер России.
Замужем, есть дочь.